# Каскад с общим эмиттером
При включении биполярного транзистора по схеме с общим эмиттером (ОЭ) входной сигнал подаётся на базу относительно эмиттера, а выходной сигнал снимается с коллектора относительно эмиттера. При этом выходной сигнал инвертируется относительно входного, то есть для гармонического сигнала с не очень высокой частотой фаза выходного сигнала сдвинута относительно входного на 180°, при высоких частотах фазовый сдвиг увеличивается относительно 180° из-за инерционности транзистора.
Такое включение транзистора позволяет получить наибольшее усиление по мощности, потому что усиливается и ток, и напряжение.

## Общее описание включения транзистора по схеме ОЭ
Биполярные транзисторы, в отличие от полевых транзисторов, — это приборы управляемые током базы. Напряжение на прямосмещённом p-n переходе база-эмиттер в активном режиме при этом остаётся почти постоянным и зависит от материала полупроводника, для германия это около 0,2 В, для кремния около 0,65 В, но в усилительных каскадах на сам каскад подаётся управляющее напряжение.
Ток базы, коллектора и эмиттера и другие токи и напряжения на электродах транзистора можно вычислить по закону Ома и правилам Кирхгофа для разветвлённой многоконтурной цепи.
Токи в транзисторе связаны соотношениями:
- по правилу Кирхгофа для узлов — алгебраическая сумма всех трёх токов ({\displaystyle I_{E},\ I_{C},\ I_{B}} — ток эмиттера, ток коллектора и ток базы соответственно) равна нулю:

{\displaystyle \sum _{k=1}^{3}I_{k}=0,}
{\displaystyle I_{C}=I_{B}\cdot \beta ,}
{\displaystyle I_{E}=I_{C}+I_{B}=I_{B}\cdot (\beta +1),}
где {\displaystyle \beta =\alpha /(1-\alpha )} — коэффициент усиления транзистора по току в схеме с общим эмиттером, или коэффициент передачи по току база — коллектор;
{\displaystyle \alpha =I_{C}/I_{E}} — коэффициент передачи тока эмиттера или коэффициент передачи по току эмиттер — коллектор.
Коэффициент усиления по току {\displaystyle K_{I}}:
{\displaystyle K_{I}=I_{out}/I_{in}=I_{C}/I_{B}=I_{C}/(I_{E}-I_{C})=\alpha /(1-\alpha )=\beta ,\ \ \beta \gg 1.}
Входное сопротивление {\displaystyle R_{in}}:
{\displaystyle R_{in}=U_{in}/I_{in}=U_{BE}/I_{B},~} {\displaystyle U_{BE}} — напряжение база-эмиттер.

## Простейший усилительный каскад с общим эмиттером
На рисунке 2 изображён простейший каскад с общим эмиттером и его подключение к источникам сигнала, питания и нагрузке.
Каскад состоит из:
- транзистора {\displaystyle VT1};
- резистора базы {\displaystyle R_{\text{б}}}, который задаёт начальное смещение транзистора по постоянному току;
- резистора коллектора {\displaystyle R_{\text{к}}}, преобразующий изменение тока коллектора в синхронно изменяющееся напряжение на коллекторе, а также задаёт положение начальной рабочей точки по току.

Для устранения постоянной составляющей входного сигнала источник сигнала подключается ко входу каскада через разделительный конденсатор {\displaystyle C_{p1}}. С той же целью выход каскада подключается к нагрузке {\displaystyle R_{\text{н}}} через разделительный конденсатор {\displaystyle C_{p2}}. Поскольку конденсаторы вносят во входную и выходную цепи дополнительное емкостное реактивное сопротивление, они снижают коэффициент передачи каскада на низких частотах, но при выборе достаточно больших ёмкостей это снижение можно уменьшить.
Нагрузка каскада, символически изображённая на схеме в виде резистора {\displaystyle R_{\text{н}}} может представлять собой различные устройства или схемы, например, электродинамический громкоговоритель, некоторый индикатор, вход другого усилительного каскада и т. д.

### Режим работы каскада
В активном усилительном режиме транзистор {\displaystyle VT1} открыт, напряжение на его коллекторе, при отсутствии входного сигнала, для расширения динамического диапазона, составляет приблизительно половину напряжения питания {\displaystyle E_{\text{П}}} — положение начальной рабочей точки, задаваемой током базы, протекающим через резистор {\displaystyle R_{\text{б}}}.
Постоянное напряжение на базе относительно эмиттера {\displaystyle U_{\text{бэ}}} от входного сигнала изменяется мало и составляет примерно 0,2 В для германиевых и 0,65 В для кремниевых транзисторов. Примерное постоянство напряжения {\displaystyle U_{\text{бэ}}} объясняется тем, что его зависимость напряжения на базе от тока базы приблизительно логарифмическая.
Поэтому в этом режиме напряжение на коллекторе при постоянном {\displaystyle R_{\text{к}}} полностью определяется током, втекающем в базу через резистор {\displaystyle R_{\text{б}}}:
{\displaystyle U_{\text{к}}=E_{\text{п}}-I_{\text{к}}R_{\text{к}}=E_{\text{п}}-\beta I_{\text{б}}R_{\text{к}}}{\displaystyle =E_{\text{п}}-\beta R_{\text{к}}{\frac {E_{\text{п}}-U_{\text{бэ}}}{R_{\text{б}}}},}
где {\displaystyle \beta } — коэффициент усиления по току транзистора {\displaystyle VT1} в схеме с общим эмиттером.
Таким образом, чтобы в режиме покоя получить на коллекторе напряжение {\displaystyle U_{\text{к}}}, при заданном {\displaystyle R_{\text{к}}} необходимо задать сопротивление в цепи базы {\displaystyle R_{\text{б}}} равным:
{\displaystyle R_{\text{б}}=\beta R_{\text{к}}{\frac {E_{\text{п}}-U_{\text{бэ}}}{E_{\text{п}}-U_{\text{п}}}}.}

### Входное и выходное сопротивления каскада
Входное {\displaystyle R_{\text{вх}}} и выходное {\displaystyle R_{\text{вых}}} сопротивления каскада равны:
{\displaystyle R_{\text{вх}}=R_{\text{Б}}||r_{\text{б}}={\frac {R_{\text{Б}}r_{\text{б}}}{R_{\text{Б}}+r_{\text{б}}}},}
{\displaystyle R_{\text{вых}}=R_{\text{к}}||r_{\text{к}}={\frac {R_{\text{к}}r_{\text{к}}}{R_{\text{к}}+r_{\text{к}}}},}
где {\displaystyle r_{\text{б}}} и {\displaystyle r_{\text{к}}} — внутренние сопротивления базы и коллектора транзистора соответственно. Символом {\displaystyle ||} сокращённо обозначается параллельное соединение сопротивлений.

### Усиление сигнала
Сигнал источника {\displaystyle U_{\text{вх}}} поступает на вход каскада через последовательно соединённые внутреннее сопротивление источника {\displaystyle R_{\text{г}}} и входное сопротивление каскада {\displaystyle R_{\text{вх}}}, вызывая входной ток:
{\displaystyle I_{\text{б}}^{\sim }={\frac {U_{\text{вх}}}{R_{\text{г}}+R_{\text{вх}}}}.}
Учитывая, что по переменному току нагрузкой в цепи коллектора является сопротивление, имеем:
{\displaystyle R_{\text{н}}^{'}=R_{\text{н}}||R_{\text{вых}}={\frac {R_{\text{Н}}R_{\text{вых}}}{R_{\text{н}}+R_{\text{вых}}}},}
выходное напряжение каскада можно записать как:
{\displaystyle U_{\text{вых}}=I_{\text{к}}^{\sim }R_{\text{н}}^{'}=\beta I_{\text{б}}^{\sim }R_{\text{н}}^{'}={\frac {\beta U_{\text{г}}R_{\text{н}}^{'}}{R_{\text{г}}+R_{\text{вх}}}},}
а коэффициент усиления по напряжению {\displaystyle K_{U}}:
{\displaystyle K_{U}={\frac {U_{\text{вых}}}{U_{\text{г}}}}={\frac {\beta R_{\text{н}}^{'}}{R_{\text{г}}+R_{\text{вх}}}}.}
Достоинства каскада с ОЭ:
- Большой коэффициент усиления по току.
- Большой коэффициент усиления по напряжению.
- Наибольшее из всех каскадов усиление по мощности.
- Для питания достаточно одного источника питания.

Недостатки:
- Более узкий частотный диапазон по сравнению со схемой с общей базой или с общим коллектором из-за влияния ёмкости коллектор-база, вызывающей эффект Миллера.
- Выходное переменное напряжение инвертируется относительно входного.

## Ключевой режим каскада с общим эмиттером
При смещении рабочей точки в одно из двух крайних состояний на проходной характеристике — или в режим отсечки коллекторного тока, или в режим насыщения транзистора, каскад с ОЭ приобретает ключевые свойства и имеет два состояния. Каскад при этом работает в ключевом режиме, как реле (состояния закрыт, открыт) и применяется как логический инвертор в логических элементах, управлением электромагнитными реле, лампами накаливания и др. Как и контактные группы реле, ключевые каскады могут формально считаться нормально закрытыми (разомкнутыми) и нормально открытыми (замкнутыми), это определяется положением рабочей точки — отсечки или насыщения.